# Danielle Colby-Cushman
Danielle Colby-Cushman (nacida el 3 de diciembre de 1975) es una bailarina de burlesque, diseñadora de moda y personalidad televisiva estadounidense. Ella es quizás más conocida por ser coprotagonista en el programa Cazadores de tesoros en el Canal de Historia con Mike Wolfe y Frank Fritz.

## Primeros años
Colby-Cushman nació en Davenport, Iowa. Ella se crio en lo que ella llama "una familia muy cariñosa pero estricta" de los Testigos de Jehová. Su padre y ella no tenían una buena relación sentimental, lo que la llevó al consumo de drogas y alcohol.

## Carrera como bailarina de burlesque
Su interés por ser bailarina de burlesque comenzó cuando ella tenía 10 o 12 años de edad, pero no lo persiguió de manera formal hasta ser una mujer casada y con 2 hijos, Ella había participado en un equipo femenino de Roller Derby llamado "Big Mouth Mickies" durante tres años, hasta que las lesiones la obligaron a abandonar el deporte. Vivió en Chicago con su familia, allí asistió a una representación del burlesque protagonizada por la comediante Margaret Cho y el legendario bailarín de "Ángel de Satanás". Colby-Cushman señala el evento como "increíble", y dice en parte: "El hecho de crecer en un hogar muy estricto, fue al parecer lo que me hizo pensar en el burlesque como un tabú y en lo equivocado que era y lo malo que sería. Pero cuando dejé mi casa sentí un alivio y me di cuenta lo liberador que fue; y luego, estar con aquellas mujeres en el escenario, con todo tipo de diferentes mujeres, fue un lugar donde era difícil respirar y con mucha presión, sin embargo salí adelante".
Cuando ella regresó con su familia a Nueva York, se estableció en la zona de Quad Cities, y allí decidió hacer su sueño realidad. Ella creó su propia tropa profesional burlesque, llamada Burlesque Le Moustache. La tropa cuenta con nueve artistas intérpretes, incluyendo a Colby-Cushman, que baila bajo el nombre artístico de Dannie Diesel.

## Cazadores de tesoros
Desconocida para algunos de los fanáticos de la serie, Colby-Cushman había sido la amiga de Mike Wolfe durante diez años antes de que el concepto de la serie fuese aún desarrollado.
Una vez que el programa fue vendido a History Channel, preguntó Wolfe a Colby-Cushman si quería trabajar en la oficina de la tienda de antigüedades, llamada "Arqueología Antigüedades", porque "quería a alguien que no pareciera la típica encargada de una tienda de antigüedades, porque quería que el programa no fuese visto de la manera que debería ser. Quería que la gente mire cómo pueden ser las compras de antigüedades de una forma divertida".
Cazadores de tesoros se estrenó en History Channel el 18 de enero de 2010. El 8 de septiembre de 2010, fue la serie #1 como serie de no ficción del 2010 entre el total de televidentes y adultos de 25 a 54 años de edad.

## Diseñadora de moda
Colby-Cushman es propietaria y operaria de 4 Miles 2 Memphis, una boutique de ropa en LeClaire, Illinois. La tienda ofrece ropa retro y antiguas de inspiración. Colby-Cushman diseña y crea la mayor parte de su propia línea.

## Vida personal
Desde el año 2004 Colby-Cushman está casada y tiene 3 hijos
.